# Automotrice FS ALn 668.1500
Le automotrici FS ALn 668.1500, note anche come ALn 668 serie 1500, fanno parte della seconda generazione del gruppo ALn 668, che comprende in ordine cronologico le serie 1500, 1600, 1700 e 1800.

## Costruzione
Gli ottimi risultati raggiunti con le ALn 668.1400 della FIAT e le ALn 668.2400 della Breda, portarono le Ferrovie dello Stato (FS) ad affidare agli stessi costruttori la realizzazione di una terza serie di automotrici, con l'obiettivo di ottenere dalla loro collaborazione un veicolo ancora migliore delle serie precedenti, da ordinare subito in un centinaio di esemplari e da replicare successivamente in ulteriori lotti.
Tuttavia la Breda non si dimostrò particolarmente interessata al progetto e, a fronte dell'ordine complessivo di 75 automotrici e 23 rimorchiate pilota del 1964, il suo contributo si limitò alla realizzazione di sole 25 automotrici e alla fornitura del cambio Wilson per tutta la serie che, contrariamente all'orientamento iniziale delle FS, non fu mai più replicata proprio per le particolarità tecniche legate al cambio.
Le automotrici della serie 1500 furono prodotte in 75 unità così suddivise:
- ALn 668.1501-1550, ordinate nel 1964 e consegnate dalla FIAT Sezione Materiale Ferroviario tra il 1965 e il 1967;
- ALn 668.1551-1575, ordinate nel 1964 e consegnate dalla Breda di Milano tra il 1965 e il 1966,

A queste si affiancarono le 23 rimorchiate pilota Ln 882.1501-1523, ordinate nel 1963 e consegnate dalla FIAT Sezione Materiale Ferroviario tra il 1965 e il 1966.
Il prezzo d'acquisto, nel 1964, fu di 65 milioni di lire per le automotrici ALn 668 e di 40 milioni di lire per l rimorchiate Ln 882.

## Caratteristiche
Le ALn 668.1500 hanno una capacità di 68 posti a sedere, di cui 8 di prima classe, e sono mosse da due motori Diesel con potenza di taratura di 115 kW ciascuno, che permettono una velocità massima di 110 km/h e un'autonomia di circa 600 km.
Le automotrici ALn 668.1500 possono essere pilotate esclusivamente dalle rimorchiate Ln 882 e sono atte al comando multiplo in doppia trazione.

### Differenze dalla serie 1400
Le ALn 668.1500 rappresentarono il primo dei salti generazionali che caratterizzarono con cadenza decennale l'evoluzione delle ALn 668 (il secondo avverrà nel 1975 con le ALn 668.1900).
Il processo di revisione dell'automotrice, pur mantenendone praticamente invariato l'aspetto esteriore salvo la comparsa del terzo faro di profondità e delle vistose marmitte sul tetto, tipiche di tutte le ALn 668 dotate di motori aspirati, interessò i principali componenti del rotabile, tra cui il motore, il cambio, il carrello, la struttura del pavimento, l'arredamento interno e l'impianto di riscaldamento.

### Motore e trasmissione
Approfittando dello sviluppo dei motori a cilindri orizzontali adatti per il montaggio sotto il pavimento degli autobus, si decise di sostituire il motore sovralimentato FIAT 203 S delle ALn 668.1400 con il nuovo modello ad aspirazione naturale FIAT 221 H (lo stesso montato sull'autocarro Fiat 619 e derivati), sempre a sei cilindri ma con questi ultimi disposti con un angolo sul piano orizzontale di soli 3° rispetto ai 15° dei precedenti, caratteristica che permise una migliore sistemazione degli accessori del motore e, di conseguenza, l'eliminazione delle botole nel pavimento dell'automotrice per la manutenzione dello stesso.
L'adozione di un motore ad aspirazione naturale con caratteristiche migliori del precedente (cilindrata 12,883 dm³ contro 10,676 dm³, potenza nominale UIC 136 kW contro 125 kW, potenza di taratura FS 115 kW contro 110 kW) permise di eliminare la turbosoffiante Brown Boveri, che al tempo era ancora un organo delicato, la cui manutenzione gravava in modo significativo sui costi di gestione e di sopperire all'aumento di massa del mezzo, che passava da 32 a 34 tonnellate.
Nonostante lo svantaggio per il servizio Materiale e Trazione delle FS di gestire un maggior numero di scorte, l'impiego di un motore più aggiornato, prodotto in grande quantità per autobus e autocarri, permetteva un'assistenza più efficiente, tanto più che il costruttore si impegnava a fornire i ricambi originali per un periodo di dieci anni dopo l'uscita di produzione del motore.
Il cambio passò dal tipo meccanico FIAT a cinque marce al tipo epicicloidale Wilson a quattro marce, tipo c 235, fabbricato dalla Breda su licenza Self-Changing Gears (SCG) e simile a quello delle ALn 668.2400.
I restanti componenti del sistema di trasmissione del moto alle sale motrici rimasero gli stessi delle ALn 668.1400, compresa la frizione monodisco non necessaria per il cambio Wilson; la FIAT preferì infatti mantenerla perché, trattandosi di un'applicazione di grande serie, la sua presenza non avrebbe costituito un onere particolare né un inconveniente, ma soprattutto perché una frizione esterna sincronizzata con quelle a nastro presenti nel cambio Wilson, avrebbe permesso di inserire e disinserire le marce con maggiore delicatezza, con vantaggio per tutti gli organi meccanici della trasmissione.
I rapporti del cambio di velocità erano 4,07 in prima marcia, 2,42 in seconda, 1,60 in terza e 1,00 in quarta.
Con l'adozione del cambio Wilson fu tentata la coprogettazione FIAT-Breda auspicata dalle FS all'atto dell'assegnazione degli ordini, ma l'operazione fu inficiata dal fatto che i soli quattro rapporti del cambio epicicloidale Breda resero meno elastica la marcia di questa serie di automotrici rispetto alle macchine dotate del cambio FIAT a cinque rapporti, che presentavano un migliore comportamento allo spunto, soprattutto sulle linee acclivi, e che consentivano una marcia più distesa ed economica in svariate altre occasioni.
Il cambio Wilson non fu più adottato sulle serie successive sia perché il ruolo della Breda fu di secondo piano nella fornitura, sia perché questo componente si dimostrò più delicato e meno affidabile di quello FIAT che le successive ALn 668 montarono fino a fine produzione per oltre un ventennio.
Col passare degli anni, infatti, il cambio Wilson delle ALn 668.1500 richiese una sempre maggiore manutenzione e mostrò segni di degrado che furono certamente causati, oltre che dalle sue caratteristiche, dalla necessità di trainare le pesanti rimorchiate Ln 882; per questo motivo vennero relegate al DL di Cremona dove facevano servizio su linee pianeggianti. Sebbene fosse più indicato un rimorchio per 2 automotrici, era assai frequente vedere un rimorchio con una sola 668.
La bontà del progetto consentì alle automotrici una vita utile di circa una quarantina d'anni.

### Carrelli
Sulla serie 1500 furono adottati i carrelli delle ALn 668.1400, migliorati rendendo più elastica la sospensione secondaria con l'adozione di molle a balestra tripartite, modifica che fu poi estesa progressivamente ai carrelli delle automotrici della serie 1400 aggiungendo una terza balestra alle due esistenti.

### Cassa e arredamento interno

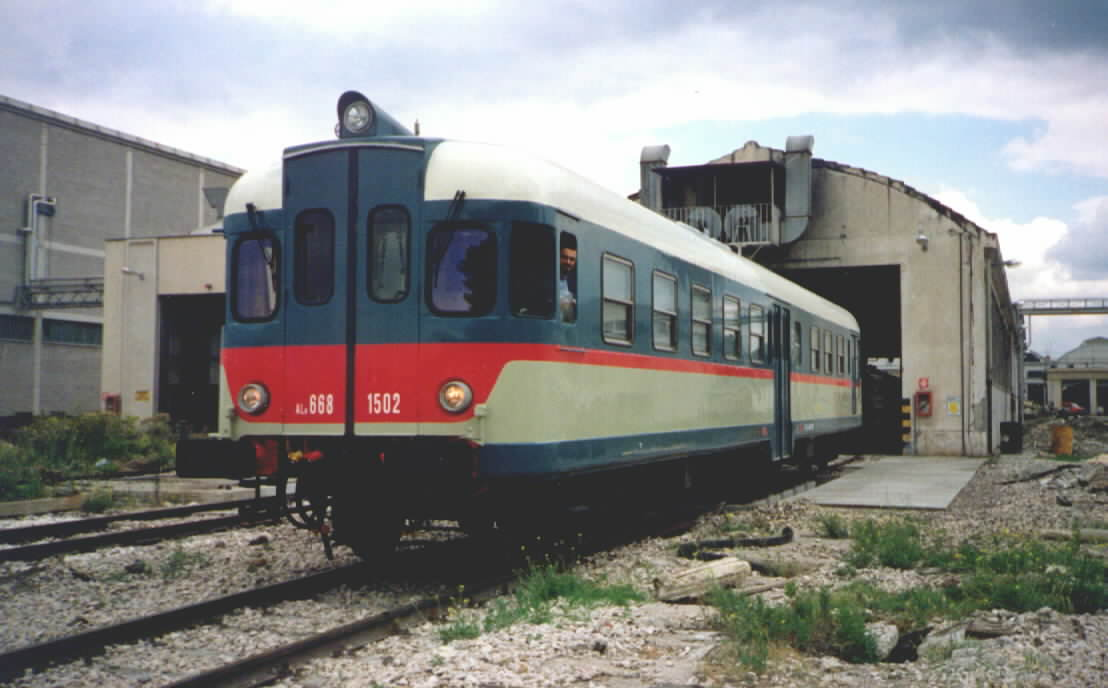
La ALn 668.1502 in uscita dalle Officine Grandi Riparazioni di Foggia nel marzo 1991 con lo schema di coloritura «grigio azzurro-beige pergamena».

La cassa delle 1500 riprese l'aspetto esteriore delle ultime dieci unità della serie 1400 (ALn 668.1471-1480) con le uniche varianti visibili costituite dall'adozione del terzo faro di profondità, posto sull'imperiale al di sopra delle porte di intercomunicazione, e della comparsa sul tetto dei quattro silenziatori degli scarichi dei motori, che nella serie 1400, equipaggiata con motori sovralimentati, erano posizionati in due cavedi nel vestibolo d'accesso.
Come schema di coloritura fu adottato quello «grigio azzurro-beige pergamena» delle ultime 1400, con l'aggiunta di una modanatura coprigiunto in alluminio posta in corrispondenza dello stacco della fascia grigio azzurra dei finestrini dalla fascia frontale e dal filetto longitudinale rosso.
I nuovi motori a cilindri orizzontali permisero di eliminare le botole di ispezione nel pavimento, irrobustendo così il telaio dell'automotrice e creando allo stesso tempo una protezione antifuoco che impediva la propagazione all'interno del mezzo di eventuali incendi sviluppatisi nel sottocassa, evitandone la completa distruzione.
Oltre all'irrobustimento del pavimento, che portò la resistenza alla compressione longitudinale a 800 kN, si intervenne anche sulla struttura del tetto, irrigidendola con un sistema di longherine continue che formavano una struttura chiusa con la lamiera di copertura.
La suddivisione degli ambienti interni rimase la stessa della serie 1400:
- cabina di guida anteriore;
- bagagliaio con due saracinesche laterali;
- sezione di prima classe costituita da un modulo di 1.680 mm con otto posti sistemati secondo lo schema 2+2;
- sezione di seconda classe separata dalla prima classe con una paretina sprovvista di porta e costituita da due moduli e mezzo di 1.600 mm con venti posti su sedili sistemati secondo lo schema 2+2 e il mezzo modulo restante occupato dalla ritirata;
- vestibolo di salita centrale con due porte a libretto a comando pneumatico per ciascun lato, tre strapuntini e accesso alla ritirata;
- ambiente di seconda classe costituito da cinque moduli di 1.600 mm con quaranta posti su sedili sistemati secondo lo schema 2+2;
- cabina di guida posteriore.

L'arredamento, che continuerà a rimanere il punto debole delle ALn 668 anche nelle serie successive, fu rinnovato con interventi limitati all'adozione di rivestimenti in laminato plastico di colore chiaro per le pareti e di sedili con poggiatesta che, pur essendo di nuovo tipo, ricalcavano da vicino quelli delle automotrici ALn 772 di trent'anni prima.
Un miglioramento sensibile si ebbe invece con l'illuminazione a lampade a incandescenza sostituita da tubi fluorescenti posti in una canalizzazione al centro del soffitto, che, unitamente alle bagagliere longitudinali già introdotte con le ALn 668.1471-1480, resero l'ambiente molto più luminoso.
Lo spostamento delle marmitte dai cavedi del vestibolo al tetto contribuì inoltre a migliorare l'isolamento acustico e termico dell'ambiente viaggiatori, piuttosto precario sulla serie 1400 per le prestazioni limitate dei materiali isolanti disponibili all'epoca.

### Cabina di guida
Come il resto degli ambienti interni, le cabine di guida rimasero identiche a quelle della serie 1400, ma furono rese inaccessibili ai viaggiatori che transitavano da un veicolo all'altro per mezzo di una porta a battente che celava il vano per il mantice dell'intercomunicante quando non era in uso o chiudeva la cabina di guida quando era attivo il passaggio con l'unità accoppiata.
Il banco di comando subì invece una piccola modifica nel selettore delle marce, che fu dotato di una feritoia longitudinale in meno per la presenza del cambio Wilson a soli quattro rapporti.

### Organi di accoppiamento
Le ALn 668.1500 erano equipaggiate con i normali organi di trazione e repulsione (gancio di trazione e respingenti) che permettevano loro di essere inserite in composizione con la maggior parte delle automotrici e con i treni di materiale ordinario; l'accoppiamento con le automotrici di vecchio tipo come le ALn 56, ALn 556, ALn 772 e le rimorchiate derivate dalle littorine era possibile soltanto con l'interposizione di una barra di trazione e di un'apposita maschera da ancorare al gancio dell'ALn 668.
Sulle testate erano inoltre disponibili gli accoppiatori della condotta elettrica a bassa tensione a 78 poli, che consentiva la marcia in doppia trazione a comando multiplo di due automotrici della serie 1500 e il telecomando da parte delle rimorchiate semipilota Ln 882.

### Servizi ausiliari

#### Alimentazione motori
L'aria per l'alimentazione giunge a ciascun motore attraverso una coppia di prese protette poste sulle fiancate e un filtro a bagno d'olio.
Il gasolio per l'alimentazione dei motori è contenuto in una coppia di serbatoi d'acciaio della capacità di 250 litri ciascuno, collegati tra loro e posti sotto il pavimento, che consentono un'autonomia di circa 600 km.

#### Scappamento motori
Il tubo di scappamento di ciascun motore termina sul tetto dell'automotrice con una coppia di marmitte che costituiscono un elemento caratteristico delle ALn 668 equipaggiate con motori ad aspirazione naturale (serie 1200, 1500, 1600, 1700 e 1800).
Le quattro marmitte sono del tipo di maggiori dimensioni usato sui veicoli industriali FIAT e poi IVECO e sono affiancate sul tetto da piccoli camminatoi che ne facilitano l'accesso in caso di manutenzione.

#### Raffreddamento motori
L'acqua di raffreddamento dei motori delle ALn 668 viene fatta circolare da una pompa centrifuga nei radiatori sistemati in posizione verticale sotto il pavimento lungo le fiancate dell'automotrice.
Ciascun motore ha un proprio circuito di raffreddamento nel quale sono inseriti anche il compressore dell'aria e lo scambiatore di calore dell'olio.
La circolazione dell'acqua è controllata da una valvola termostatica che esclude il passaggio nei radiatori al di sotto della temperatura di 79 °C.
Ciascun radiatore viene raffreddato da una ventola azionata dal rispettivo motore con una trasmissione meccanica sempre in presa.

#### Impianto di riscaldamento
Sulla serie 1500 il riscaldamento fu migliorato sostituendo i semplici tubi alettati impiegati sulla serie 1400 con degli aerotermi con ventole ad azionamento elettrico che diffondevano molto più rapidamente il calore negli ambienti viaggiatori e nelle cabine di guida.
Per evitare che i viaggiatori trovassero il treno freddo o si dovessero accendere i motori con troppo anticipo rispetto alla partenza, fu inoltre aggiunta una caldaia Webasto che aveva il compito di preriscaldare l'acqua in attesa che quella prodotta dal circuito di raffreddamento dei motori raggiungesse la temperatura ideale.

#### Impianto pneumatico
L'impianto pneumatico comprende tre serbatoi principali collegati in serie, di cui due costituiscono la riserva d'aria generale per tutte le utenze pneumatiche dell'automotrice e uno per il freno; l'impianto è controllato e protetto da un regolatore di pressione, sincronizzato con i suoi corrispondenti in caso di marcia con unità multiple.
L'aria compressa per il freno e i comandi pneumatici viene prodotta da una coppia di compressori AC.72 A da 460 litri al minuto, azionati direttamente dai motori Diesel.
Rispetto alle ALn 668.1400 l'impianto pneumatico fu adattato per il comando del cambio Wilson a sole quattro marce.

#### Impianto elettrico
Tutte le utenze elettriche del veicolo (tra cui i circuiti di illuminazione, di comando e di avviamento dei motori) sono alimentate in corrente continua a 24 V da quattro batterie di accumulatori della capacità complessiva di 280 Ah, ricaricate da una coppia di alternatori da 2 kW azionati direttamente dai motori Diesel.
Il dimezzamento del numero delle batterie rispetto alle ALn 668.1400 fu reso possibile dall'adozione degli alternatori che, a differenza delle dinamo precedentemente usate per la ricarica, forniscono energia elettrica anche con i motori al minimo regime di rotazione, situazione che in certe condizioni di esercizio può avvicinarsi alla metà del tempo totale.
Le prime dieci ALn 668.1500 furono approntate con otto batterie nonostante l'impiego degli alternatori e, per le stesse ragioni cautelative, le successive unità uscirono di fabbrica con il secondo cassone predisposto per un eventuale reintegro fino a quando la pratica dell'esercizio quotidiano dimostrò la completa affidabilità dell'impianto alimentato con quattro batterie.
L'impianto elettrico prevede inoltre due prese di servizio a 220 V in corrente alternata per la ricarica esterna delle batterie nei depositi locomotive e per l'alimentazione delle scaldiglie di preriscaldamento dell'acqua dei motori nella stagione invernale, operazione particolarmente utile quando le automotrici sono costrette a sostare a lungo all'aperto, in particolare di notte, nelle stazioni capilinea o nei depositi.
Rispetto alle ALn 668.1400 l'impianto elettrico fu adattato per il comando del cambio Wilson a sole quattro marce.

## Modifiche
Nel corso degli anni di esercizio le ALn 668.1500 furono soggette principalmente a migliorie sulla cassa, che riguardarono l'eliminazione del gocciolatoio fra fiancata e imperiale e della modanatura coprigiunto sotto i finestrini, la sostituzione delle porte frontali e laterali con altre in lega leggera, l'adozione di vetri frontali antisfondamento e di fanali di tipo automobilistico e la sostituzione delle porte delle cabine.
Fino alla pellicolatura in livrea XMPR che interessò buona parte delle unità ancora attive negli ultimi anni di servizio, la coloritura originale nello schema unificato «grigio azzurro-beige pergamena» subì soltanto lievi modifiche semplificative, come l'estensione del grigio azzurro all'intera saracinesca del bagagliaio e ai fianchi della rientranza delle porte d'accesso al vestibolo
Le Aln 668.1526, 1539, 1558 e 1563 del deposito locomotive di Novara furono rinnovate radicalmente nel 2000 con un intervento, finanziato dalla Provincia di Biella, che comportò: la sostituzione degli arredi con quelli a sedili singoli in corso di installazione sulle ALn 668 delle serie più recenti; l'adozione della climatizzazione; la sostituzione dei motori con gli IVECO 8217.12 impiegati sulle serie 1700, 1800 e 1200, ma con taratura maggiorata a 130 kW per via della climatizzazione; la sostituzione del cambio Wilson con il cambio meccanico FIAT di tutte le altre serie. Nonostante la validità tecnica, l'intervento fu giudicato troppo oneroso rispetto all'anzianità della serie 1500 e non venne esteso alle restanti automotrici; le quattro unità trasformate con il cambio FIAT si trovarono dunque, come contropartita dei miglioramenti introdotti, a perdere l'idoneità al comando multiplo con le altre ALn 668.1500 dotate di cambio Wilson.
Nel 2004 la ALn 668.1548 fu trasformata sperimentalmente con l'adozione di nuovi motori Deutz 1013FC da 178 kW e trasmissione idromeccanica ZF HP500R nell'ottica di un eventuale riammodernamento delle serie più recenti; tuttavia la modifica non ebbe seguito perché l'arrivo dei nuovi autotreni Minuetto, caratterizzati da una migliore accessibilità e confortevolezza a bordo, fece giudicare l'intervento antieconomico.
L'ALn 668.1548 fu utilizzata prevalentemente per le prove della prima versione del Sistema Supporto Condotta (SSC), la cui versione definitiva fu sperimentata sulle ALn 668.1506 e 1558; successivamente le ALn 668.1557 e 1563 furono attrezzate per la sperimentazione completa dei sistemi di sicurezza SCMT (Sistema di Controllo Marcia Treno), RS (Ripetizione Segnali) e SSC.

## Esercizio
L'arrivo delle ALn 668.1500, consegnate nell'arco di poco più di un anno e mezzo a partire dalla primavera del 1965, diede il via al processo di ammodernamento del parco automotrici FS con l'accantonamento dei gruppi d'anteguerra ALn 40 e ALn 80 e di parte delle ALn 56 e ALn 556 FIAT.

### Assegnazione ai depositi locomotive
Le automotrici nuove di fabbrica restarono per circa un anno nei depositi locomotive (DL) di Mantova (una ventina di unità) e Asti (le restanti) per la messa a punto iniziale e il rodaggio, quindi quasi tutte le FIAT furono assegnate al DL di Catania, dov'era urgente la sostituzione delle ALn 556 FIAT che causavano noie sulle rampe di Caltagirone, mentre la totalità delle Breda e le restanti FIAT con tutte le rimorchiate Ln 882 furono divise tra i DL di Cremona e Asti.
A parte il trasferimento nel 1979 di cinque complessi automotrice-rimorchiata dal DL di Cremona al DL di Pavia, le assegnazioni ai depositi rimasero stabili fino alla fine degli anni ottanta, quando il completamento delle consegne delle ALn 663 e le prime elettrificazioni delle linee interne siciliane permisero il trasferimento ai DL di Asti e Cremona di una quindicina di unità del DL di Catania; nello stesso periodo il DL di Pavia perdeva tutta la sua dotazione.
Nel 1994 l'accantonamento in massa delle ALn 668.2400, assegnate sin dall'inizio ai DL di Asti e Novara, determinò il trasferimento in quest'ultimo deposito di 14 ALn 668.1500 provenienti dai DL di Catania e Cremona e il ritorno al DL di Asti delle poche unità 1500 che erano state trasferite a Cremona l'anno precedente.
Con la chiusura dell'impianto nel 1997, le ALn 668.1500 del DL di Asti passarono al DL di Novara, che accrebbe così la sua dotazione a 39 automotrici e 7 rimorchiate, dopodiché la distribuzione tra i vari DL della penisola rimase invariata fino al 2004, quando l'ultima decina di unità efficienti del DL di Novara passò a quello di Alessandria, dove furono usate per breve tempo su alcuni treni a bassa frequentazione in sostituzione di automotrici elettriche di vecchio tipo.
| DL          | mar 1983 | giu 1997 | giu 2001 | giu 2002 | feb 2004 |
| ----------- | -------- | -------- | -------- | -------- | -------- |
| Alessandria | –        | –        | –        | –        | 12       |
| Asti        | 20       | –        | –        | –        | –        |
| Novara      | –        | 39       | 30       | 28       | 12       |
| Pavia       | 5        | –        | –        | –        | –        |
| Cremona     | 9        | 18       | 14       | 14       | 10       |
| Catania     | 41       | 16       | 11       | 9        | 5        |
| Totale      | 75       | 73       | 55       | 51       | 39       |

### Principali servizi
Le ALn 668.1500 furono destinate per tutta la loro vita utile ai treni locali o a modesti diretti sulle linee secondarie, con l'eccezione, limitata a brevi periodi, dei diretti tra Biella e Genova e della sezione da Brescia della Freccia della Versilia.
Il collegamento diretto tra Cuneo e Milano Porta Genova via Cavallermaggiore-Bra-Alba-Castagnole delle Lanze-Asti-Casale Monferrato-Mortara, effettuato con una coppia di automotrici o un'automotrice e una rimorchiata Ln 882 del DL di Asti, rappresentava sicuramente un caso singolare per orari e percorso, pensati in funzione del servizio sulle singole tratte piuttosto che per una relazione diretta tra le due città capolinea. Questo treno, nonostante le ripetute traversie a cavallo tra gli anni settanta e ottanta a causa di frane prima tra Bra e Alba e poi tra Castagnole e Asti, continuò a mantenere l'orario di base e il rinforzo con un'ALn 668.2400 sulla sezione Asti-Milano.
Altri servizi notevoli svolti dalle 1500 del DL di Asti erano un treno Novara-Mortara-Pavia, un festivo Asti-Limone Piemonte e, a partire dal novembre 1982, un locale tra Alba e Bra che comprendeva ben sei elementi: due coppie ALn 668.1500+Ln 882 più un'automotrice ALn 773 e una rimorchiata Ln 664.3500 del DL di Torino Smistamento.
Le ALn 668.1500 del DL di Cremona, oltre a raggiungere regolarmente con le loro rimorchiate le stazioni di Pavia, Piacenza, Brescia e Mantova, facevano servizio sulla Brescia-Parma e, prima dell'elettrificazione, anche verso Fidenza e Treviglio, con servizi diretti per Milano Porta Garibaldi. Una 1500 del DL di Cremona effettuò inoltre per alcuni orari estivi degli ultimi anni settanta il servizio Cremona-Mantova-Legnago-Monselice-Padova-Venezia.
Le ALn 668.1500 del DL di Catania, assegnate a partire dal 1965 e divenute progressivamente una quarantina, sostituirono le automotrici ALn 56 e ALn 556 FIAT, le ALn 772 e le ALn 990 su tutte le linee che si irradiavano dal capoluogo catanese, servendo le relazioni:
- Catania-Caltanissetta Xirbi-Caltanissetta Centrale-Agrigento;
- Catania-Taormina Giardini-Moio-Randazzo,
- Catania-Carcaci;
- Catania-Caltagirone-Gela, percorrendo la tratta Caltagirone-Gela dopo l'apertura avvenuta nel novembre 1979;
- Catania-Siracusa;
- Siracusa-Ragusa-Gela-Canicattì-Caltanissetta Xirbi;
- Noto-Pachino, percorrendo la ferrovia a scartamento ordinario più meridionale d'Europa.

### Accantonamenti e radiazioni

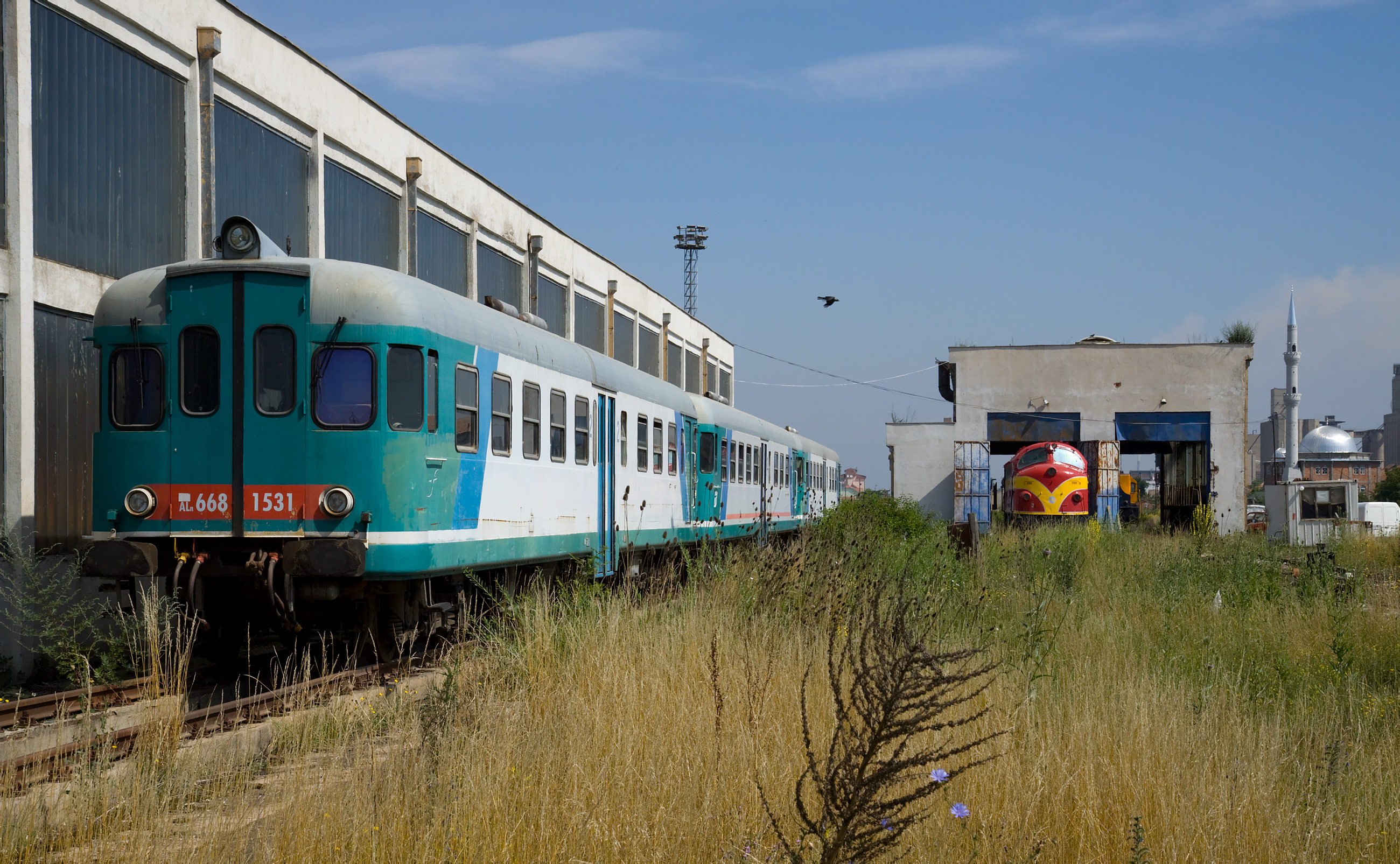
Le ALn 668.1528, 1531 e 1534, inviate in Kosovo nel 2004 al seguito delle truppe italiane, fotografate nel luglio 2009 nel deposito locomotive di Kosovo Polje.

Con l'eccezione delle due unità 1564 e 1566, radiate nel periodo che va da marzo 1983 a giugno 1993, le ALn 668.1500 erano mezzi tecnicamente ancora validi all'inizio degli anni duemila, ma per ragioni esterne come l'elettrificazione di alcune linee, la contrazione dei servizi sulla rete secondaria e l'arrivo dei Minuetto Diesel, cominciavano a diventare eccedenti, circostanza che determinò il progressivo accantonamento delle macchine giunte alla scadenza delle riparazioni cicliche.
Intorno al 2000 il numero delle 1500 iniziò a scendere progressivamente, passando dalle 73 unità censite nel giugno 1997 a 55 nel giugno 2001, 51 nel giugno 2002 e 39 nel febbraio 2004.
Altri sintomi di eccedenza furono nel 2003 la cessione dell'ALn 668.1536 alle Ferrovie Emilia Romagna (FER), che la usarono come fonte di pezzi di ricambio, e la cessione delle ALn 668.1528, 1531 e 1534 alle Ferrovie del Kosovo, dov'erano state inviate al seguito delle truppe italiane nell'autunno 2000. Queste ultime furono accantonate dopo alcuni anni di servizio nel deposito locomotive di Kosovo Polje.
Gli ultimi servizi regolari furono effettuati dalle automotrici dei depositi locomotive di Alessandria e Cremona nella prima metà del 2007.
A fine gennaio 2008 le automotrici ALn 668.1512,1532, 1548, 1552 e 1569 erano in attesa di demolizione nello stabilimento Decotrain, raccordato alla ferrovia Ferrara-Codigoro in corrispondenza della fermata di Valcesura.
Alla fine del 2013 facevano ancora parte del parco veicoli 13 ALn 668.1500 accantonate negli impianti di Novara, Cremona, Bologna, Siena e Catania, mentre 46 unità erano in attesa di demolizione.

### Unità preservate
Della serie 1500 sono state destinate al parco storico le automotrici ALn 668.1501 e 1510 e la rimorchiata pilota Ln 882.1505, unità che nel maggio 2012 risultano accantonate nel DL di Bologna Centrale in attesa di riparazione.

Alla fine del 2013 le suddette automotrici risultano in restauro, assegnate all'IMC impianto di Verona Porta Nuova, mentre risulta in attesa di restauro la rimorchiata pilota Ln 882.1501. In data aprile 2025 in barba a quanto sopra scritto, sono state trasferite a San Giuseppe di Cairo per essere demolite.

## Modelli derivati per le ferrovie in concessione
Questa serie di automotrici fu costruita solo per le Ferrovie dello Stato.

## Riproduzioni fermodellistiche
Le unità della serie 1500 sono state riprodotte in scala H0 nel 2012 da parte della ditta ViTrains.